# Бајрон Бек
Бајрон Бек (енгл. Byron Beck; Еленсбург, Вашингтон, САД 25. јануар 1945) је бивши амерички кошаркаш. Играо на позицији центра и крилног центра, наступао је за Кентаки колонелсе у АБА лиги и за Денвер нагетсе у НБА. Играо је колеџ кошарку на Колумбија Басин колеџу у Паскуу Вашингтон од 1963. до 1965. године а после је прешао у Денвер пајонирсе у Денверу оджу периоду од 1965. до 1967. године.
Бек је био један од шесторице играча са Денвер универзитета (заједно са Луијем Дампијером, Џералдом Гованом, Бобом Нетоликијем, Стју Џонсоном и Фредијем Луисом) који су учествовали у свих девет сезона (1967–1976) оригиналног Америчког кошаркашког савеза (АБА). Играо је за Денвер рокетсе, који су касније постали Денвер нагетси. Бек није био природно обдарен врхунским атлетизмом, али је био вредан радник познат по свјим скоковима и ефикасном хорогу. Представљао је Денвер на две АБА ол-стар утакмице (1969. и 1976.)
Бек је такође играо једну сезону у Националној кошаркашкој асоцијацији (НБА) након што су се Нагетси придружили НБА спајањем АБА и НБА лига,1976. године, а повукао се 1977. са 8.603 АБА/НБА поена у каријери и 5.261 скоком у каријери. Дана 16. децембра 1977. постао је први играч у франшизи Денвера коме је пензионисан број на дресу (#40). Године 1981. Бек је примљен у Колорадову Кућу славних.
Након повлачења из професионалне кошарке, Бек се преселио у Кеневик у Вашингтону где је радио као инжењер.

## АБА/НБА играчка статистика
| † | Означава сезоне у којима је Бек победио Списак шампиона АБА лиге |
| * | Предводио лигу                                                   |

### Регуларна сезона
| Сезона   | Екипа          | ОУ  | СУ | МПУ  | ПШ%  | 3П%  | СБ%  | СПУ  | АПУ | УПУ | БПУ | ППУ  |
| -------- | -------------- | --- | -- | ---- | ---- | ---- | ---- | ---- | --- | --- | --- | ---- |
| 1967/68. | Денвер рокетси | 71  | —  | 22,9 | 48,2 | 0,0  | 74,8 | 7,9  | 0,5 | —   | —   | 9,4  |
| 1968/69. | Денвер рокетси | 71  | —  | 32,2 | 50,0 | 66,7 | 76,5 | 11,0 | 1,0 | —   | —   | 14,5 |
| 1969/70. | Денвер рокетси | 79  | —  | 31,1 | 52,3 | 0,0  | 78,7 | 9,7  | 1,4 | —   | —   | 12,9 |
| 1970/71. | Денвер рокетси | 84  | —  | 33,9 | 47,4 | 28,6 | 86,8 | 10,5 | 2,1 | —   | —   | 13,6 |
| 1971/72. | Денвер рокетси | 66  | —  | 27,5 | 50,4 | 0,0  | 84,3 | 8,0  | 2,1 | —   | —   | 12,3 |
| 1972/73. | Денвер рокетси | 77  | —  | 29,9 | 53,0 | 28,6 | 79,8 | 7,0  | 1,4 | —   | —   | 14,2 |
| 1973/74. | Денвер рокетси | 82  | —  | 24,1 | 51,6 | 0,0  | 85,1 | 5,1  | 0,9 | 0,6 | 0,1 | 11,8 |
| 1974/75. | Денвер нагетси | 84  | —  | 21,6 | 51,5 | 0,0  | 83,5 | 4,1  | 1,3 | 0,7 | 0,2 | 10,1 |
| 1975/76. | Денвер нагетси | 80  | —  | 19,8 | 51,7 | 45,5 | 83,6 | 4,4  | 1,5 | 0,6 | 0,3 | 9,6  |
| 1976/77. | Денвер нагетси | 53  | —  | 9,1  | 43,5 | —    | 81,8 | 1,8  | 0,6 | 0,3 | 0,0 | 4,7  |
| Укупно   | Укупно         | 747 | —  | 25,7 | 50,5 | 29,5 | 81,1 | 7,0  | 1,3 | 0,6 | 0,1 | 11,5 |

|}

### Плеј-оф
| Сезона   | Екипа          | ОУ | СУ | МПУ  | ПШ%  | 3П%  | СБ%   | СПУ  | АПУ | УПУ | БПУ | ППУ  |
| -------- | -------------- | -- | -- | ---- | ---- | ---- | ----- | ---- | --- | --- | --- | ---- |
| 1967/68. | Денвер рокетси | 5  | —  | 32,0 | 46,0 | —    | 73,3  | 11,0 | 1,0 | —   | —   | 11,4 |
| 1968/69. | Денвер рокетси | 7  | —  | 30,6 | 50,5 | 0,0  | 82,4  | 9,0  | 1,3 | —   | —   | 15,7 |
| 1969/70. | Денвер рокетси | 12 | —  | 36,6 | 43,8 | 25,0 | 76,6  | 12,0 | 1,6 | —   | —   | 15,9 |
| 1971/72. | Денвер рокетси | 7  | —  | 37,7 | 48,7 | 25,0 | 92,9  | 10,3 | 2,0 | —   | —   | 19,9 |
| 1972/73. | Денвер рокетси | 4  | —  | 32,5 | 44,4 | —    | 76,5  | 9,8  | 1,3 | —   | —   | 17,3 |
| 1974/75. | Денвер нагетси | 13 | —  | 21,4 | 51,5 | —    | 85,7  | 3,8  | 1,4 | 0,3 | 0,2 | 12,5 |
| 1975/76. | Денвер нагетси | 13 | —  | 21,2 | 44,2 | 0,0  | 82,4  | 4,4  | 0,8 | 0,3 | 0,1 | 8,6  |
| 1976/77. | Денвер нагетси | 5  | —  | 5,8  | 33,3 | —    | 100,0 | 1,2  | 0,2 | 0,0 | 0,0 | 1,6  |
| Укупно   | Укупно         | 66 | —  | 27,1 | 46,9 | 20,0 | 81,9  | 7,4  | 1,2 | 0,3 | 0,1 | 12,8 |

## Достигнућа
- АБА ол-стар: 1969, 1976
- Број 40 је повућен од стране Денвер нагетса
- Спортска кућа славних у Колораду: 1981[3]
- НВАЦ Кућа славних: 1991[4]
- Атлетска кућа славних Универзитета Денвер: 1997[5]
- Вашингтонска спортска кућа славних: 2017[6]